# Sveti Ilija (Varaždin)
Sveti Ilija (Abk.: Sv. Ilija) ist eine Gemeinde im Nordosten Kroatiens in der Gespanschaft Varaždin.
Sveti Illija besteht aus den acht Dörfern 
- Beletinec
- Doljan
- Križanec
- Krušljevec
- Seketin
- Sveti Ilija
- Tomaševec Biškupečki
- Žigrovec

die zusammen 3511 Einwohner haben. Das Dorf Sveti Illija selbst hat 615 Bewohner (Volkszählung 2011).